# Hanceola
Hanceola  é um gênero botânico da família Lamiaceae

## Espécies
- Hanceola cavaleriei
- Hanceola exserta
- Hanceola flexuosa
- Hanceola sinensis
- Hanceola tuberifera